# 100 Girls
100 Girls är en amerikansk film från 2000. Den är regisserad och skriven av Michael Davis.

## Rollista
| Jonathan Tucker    | – Matthew   |
| Emmanuelle Chriqui | – Patty     |
| James DeBello      | – Rod       |
| Katherine Heigl    | – Arlene    |
| Larisa Oleynik     | – Wendy     |
| Jaime Pressly      | – Cynthia   |
| Marissa Ribisi     | – Dora      |
| Johnny Green       | – Crick     |
| Aimee Graham       | – Ms. Stern |
| Ange Billman       | – Dana      |
| Kristina Anapau    | – Sasha     |
| Rainbeau Mars      | – Maureen   |